# CiRCLING
『CiRCLING』は、Poppin'Partyの9thシングルであり、2018年3月21日に発売された。
カップリング曲である「Light Delight」はテレビ番組『バンドリ!TV』オープニングテーマに起用された。
初回生産特典として、オリジナルキャラクターカード（全6種の内ランダムで1枚）とBanG Dream! 5th☆LIVE 特別2次先行抽選申込券が封入。
また、同日に発売されたRoseliaの5thシングル『Opera of the wasteland』との同時購入特典として特製ショッパーと、カバー曲のゲームサイズバージョンを収録した『カバー曲(game size ver.)サンプラーCD』が配布された（CD収録曲は特典CD項を参照）。
ジャケットのデザインは、『ガルパ』のイラストをもとにテレビアニメ版のスタッフが書き下ろしたものである。

## 歌詞
表題曲の「CiRCLING」は、『ガルパ』のシナリオ内で起きた出来事を題材としており、物語の中ではPoppin'Partyがライブハウス「CiRCLE」の代表として音楽フェスティバルに出場した矢先、香澄がバンドのチラシが捨てられているのを見て落ち込み、仲間たちの励ましを受け、「自分たちの音楽で振り向いてもらう」と立ち直るまでが描かれている。
Poppin'Partyの愛美は、Roseliaの相羽あいなとの対談の中で、「Light Delight」の歌詞はカップリングだからこそできた内容だと述べており、具体的には1番は全く救いのない内容である一方、2番で香澄が仲間に救われ、3番に入る前に皆が歌うことで仲間の大切さを感じられたと説明している。

## 収録曲
全作詞：中村航
1. CiRCLING
  - 作曲・編曲：岩橋星実*

2. Light Delight
  - 作曲・編曲：藤永龍太郎*

3. CiRCLING（instrumental）
4. Light Delight（instrumental）

## パフォーマンス
「Light Delight」は、「BanG Dream! 5th☆LIVE」の初日にあたる「Poppin’Party HAPPY PARTY 2018!」にて初めて披露された。また、「CiRCLING」は同日のセットリストの最後に演奏されており、曲名にちなんで演奏前に円陣を組む場面もあった。